# 옥루춘
《옥루춘》(玉楼春)은 2021년 방송되었던 중국의 드라마이다.

## 소개
- 멸문지화를 당한 임소춘이 극단에 들어가 복수를 준비하던 중 자신을 좋아하고 복수를 돕겠다는 손옥루가 바로 원수의 아들임을 알게 되면서 벌어지는 사극 드라마

## 등장 인물
- 바이루 - 임소춘 역
- 왕일철 (王一哲) - 손옥루 역
- 진천 (Gina Jin) - 허봉교 역
- 정추홍 (Jade Cheng) - 요적주 역
- 양룽 - 손유정 역
- 온쟁영 (温峥嵘) - 심청옥 역
- 멍언 - 화대인 역
- 천두링 - 손유덕 역